# George Woolf

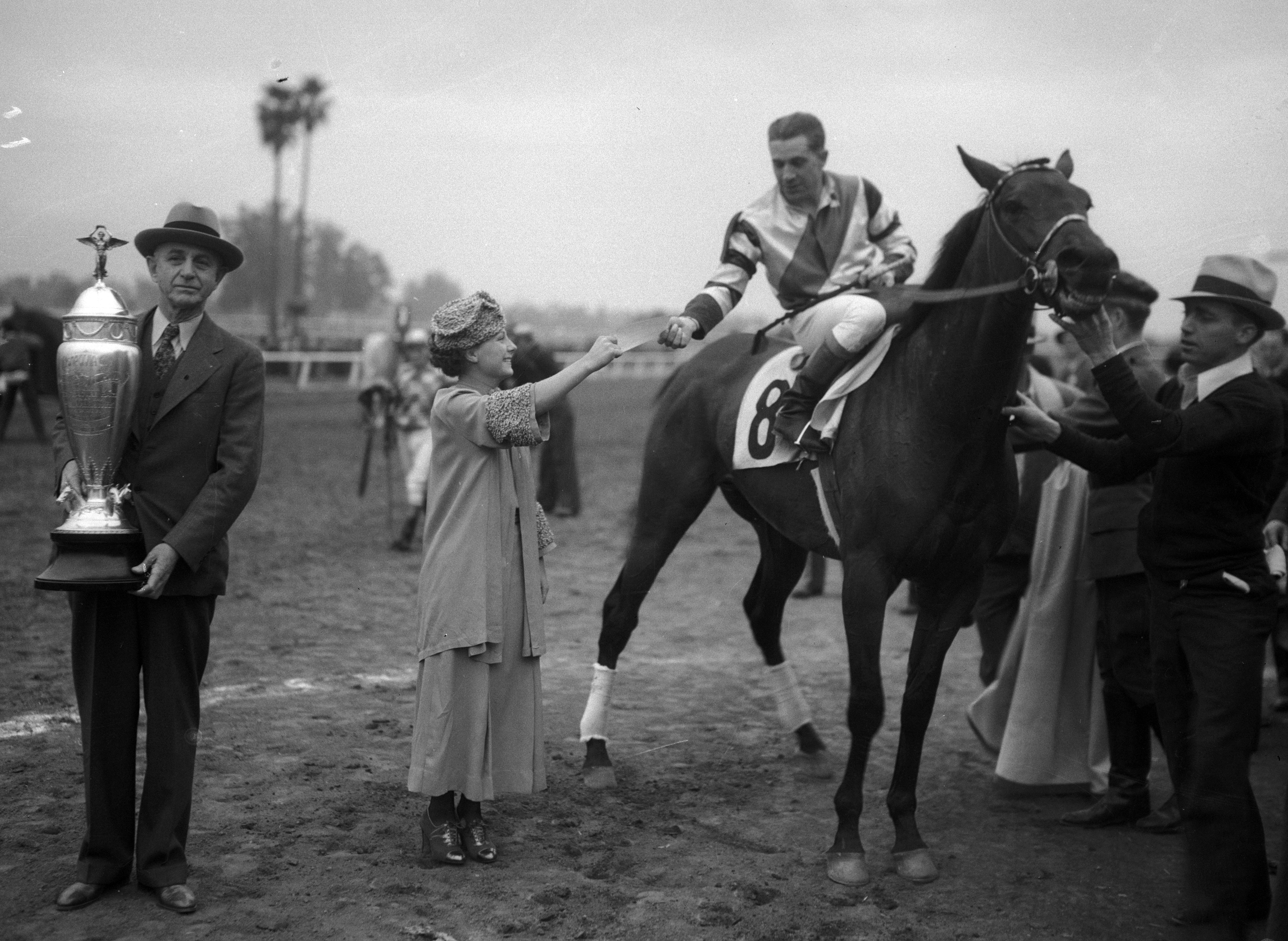
George Woolf auf einem Rennpferd (1930er Jahre)

George Monroe „The Ice Man“ Woolf (* 31. Mai 1910 in Cardston, Alberta; † 4. Januar 1946 in Arcadia (Kalifornien)) war ein kanadischer Rennreiter.

## Anfänge
Seine Mutter arbeitete als Kunstreiterin in einem Zirkus, sein Vater ritt bei Rodeos. Daher wuchs er mit Pferden auf und begann als Teenager auf Pferderennen und Rodeoturnieren in Alberta und Montana zu starten. 1928 arbeitete er in Vancouver erstmals professionell als Rennreiter. Im Anschluss daran ging er zum Hipódromo de Agua Caliente in Tijuana, Mexiko, bevor er sich in Arcadia (Kalifornien) niederließ.
Der Spitzname „The Ice Man“ wurde ihm aufgrund seiner Geduld vor großen Rennen, vor denen er oft noch ein Nickerchen machte, verliehen.

## Karriere
Während seines Aufstiegs zu einem der besten Jockeys Amerikas, wurde bei ihm Diabetes Typ 1 diagnostiziert. Da er ein konstantes Gewicht hatte und somit nie eine rapide Diät machen musste, konnte er seine Karriere weiterführen.
1935 schrieb er Geschichte, als er auf Azucar das erste mit $ 100.000 dotierte Pferderennen, das Santa Anita Handicap, gewann. Er wurde zweimal Zweiter beim Kentucky Derby und gewann 1936 das Preakness Stakes.
Aufgrund eines Unfalls seines Freundes Red Pollard wurde er dessen Nachfolger im Sattel des Hengstes Seabiscuit. Mit dem Pferd gewann er 1938 das Rennen gegen den US-Triple Crown Champion War Admiral, was ihm zu weltweitem Ruhm verhalf.
Am 3. Januar 1946 stürzte er während des vierten Rennens im Santa Anita Park aufgrund eines diabetisch bedingten Bewusstseinsverlusts von seinem Pferd. Er erlitt eine schwere Gehirnerschütterung und wurde ins Krankenhaus gebracht, wo er am darauffolgenden Tag starb. George Woolf wurde im Forest Lawn Memorial Park in Glendale (Kalifornien) beigesetzt.

## Engagement
Woolf setzte sich erfolgreich für eine gewerkschaftsähnliche Organisation und Versicherung der professionellen Jockeys ein, die damals bei Ausfall und Invalidität durch Reitunfall mittellos und ohne Versorgung dastanden.

## Trivia
Woolf prägte das später geflügelte Wort „So long, Charlie“, als Seabiscuit am Eingang zur Zielgeraden seinen Konkurrenten abhängte.

## Ehrungen
Ihm zu Ehren wurde kurz nach seinem Tod der George Woolf Memorial Jockey Award gegründet. Zudem wurde eine Bronzestatue von ihm im Santa Anita Park errichtet.
1955 wurde er ins National Museum of Racing und 1956 in die Hall of Fame des kanadischen Sports aufgenommen.
Zum Anlass seines 100. Geburtstages wurde ein lebensgroßes Reiterstandbild für seine Heimatstadt Cardston geschaffen. Die Bronzestatue zeigt Woolf auf Seabiscuit bei seinem Sieg 1938 gegen War Admiral.

## Erwähnung in Filmen
In dem Film Der schwarze Hengst wird er als einer der größten Jockeys aller Zeiten erwähnt.
In dem Film Seabiscuit – Mit dem Willen zum Erfolg wird er von dem Jockey Gary L. Stevens dargestellt, welcher 1996 den George Woolf Memorial Jockey Award gewann.